# 兎児爺

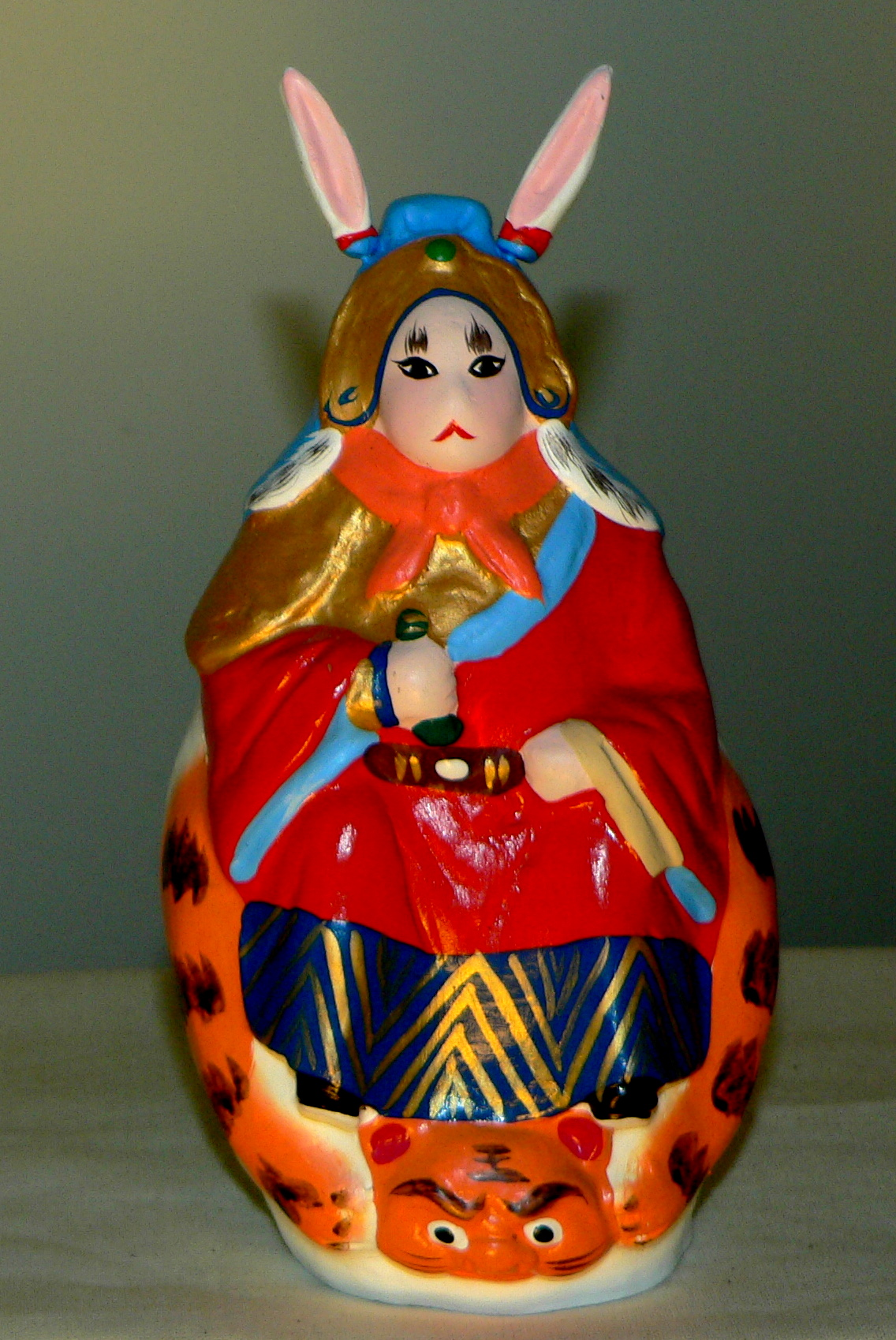
兎児爺

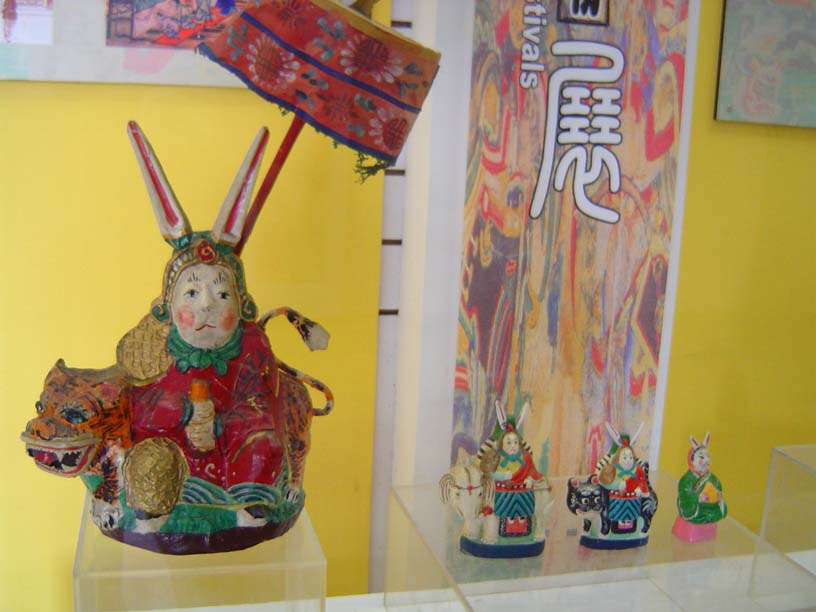
北京民俗博物館（東嶽廟）収蔵の兔児爺。

兎児爺（トゥルイエ、簡体字：兔儿爷、繁体字：兔兒爺、漢語ピンイン：Tùéryé）は、中国の北京伝統の玩具。もともとは明末には月を祭るための泥人形であったものが、清代から次第に子供の玩具となっていった。

## 起源
一般的に、兎児爺がかたどっているのは月のウサギ（玉兎）であり、以下のような故事が比較的広く伝わっている。
| 「 | ある年、北京の城下へ突然に病が流行りだし、どの家からも患者が出て、どんな薬を飲んでも快方に向わない。月の宮殿の嫦娥（じょうが）は人間が医者を求め焼香する様を見て心を痛め、玉兎を庶民らの病を治すよう地上へ寄越した。玉兎は少女の姿へ化けて北京の街へ降り、一軒一軒を廻り病人を治療した。人々は玉兎へ感謝し、皆贈り物をしたかった。しかし玉兎は何も欲しがらずに、他の人の服を借りて着るだけだった。玉兎はあるときは油売り、あるときは占い師…と男の服を着たり、女の服着たりといった風に毎日別の身なりをした。さらに多くの人々を治すために玉兎は馬、鹿、そして獅子や虎にまでを駆り北京の城内外をくまなく廻った。こうして玉兎は北京から疫病を取り除いて月宮へと帰っていった。しかし北京の人々の心の中に彼女の素晴らしい思い出はいつまでも残った。そこで人々は玉兎を象った泥人形を作り、その姿は鹿に乗っていたり、鳳凰に乗っていたり、鎧を着けていたり、様々な働く人々の姿をしていたりと、千変万化で非常に可愛い。旧暦8月15日になるとどの家も美味しい青果や豆を供えて世の中へ吉祥と幸福を持ってきてくれたことに感謝することになった。人々は親しみを込めて彼女を「兔児爺」、「兔奶奶」と呼ぶ。 | 」 |

兎児爺の実際の起源は月神の崇拝と神話に認められる。月に関する伝説がこれに重要な影響を生んだのである。月の中に兎がいるという伝説は春秋時代に始まった。長沙馬王堆一号漢墓から出土した帛画（はくが）は神話の内容を反映していた。それは新月の中をレイシを口に咥えたヒキガエルと白兎が飛び跳ねる絵であった。これは漢代に月へ兎がいるという神話が伝わっていたという証拠である。河南省鄭州から出土の前漢末期の壁画「東王公乗龍」には玉兎が薬をついている姿がみられる。1968年に江蘇省丹陽市で発見された無名の陵墓からは出土した2つの壁画は月と太陽を表現しており、月の方には1本の木、その下には杵と臼で薬をつくとても生き生きとした兎が描かれている。
民間には「男は月を祭らず、女は灶（かまどの神）を祭らず」という仕来たりがあり、そのため月を祭るのは専ら女の役目だった。小さな子供は母親の真似をするのが好きなため、次第に兎児爺は単なる子供の玩具へとなっていった。

## 古今の所見
清の時代に縁日や屋台において売られていた兎児爺は、多くが泥から作られており、手作りであった。頭のてっぺんの長い耳と三つに裂けた口が兎の姿を現している以外は兎児爺の格好は人と同じである。
清光緒年間に端を発する金甲紅袍を除くと、蓮花塘上に端坐する正統型兎児爺の他、よく見られる兎児爺は大体戯曲角色型（劇中の人物型）と生活型の二つに分けられる。前者は隈取りをしていて、はつらつとした体つきをしている。後者は人間味が加えられ、坊主頭の先生、靴縫い、ワンタン売り、茶湯売り…といった感じに社会にそのまま対応したものが揃っている。
今となっては兎児爺は珍しいものとなっているが、工芸店で今も見かけることができる。北京民俗博物館には様々な兔爺兒が保存されている。

## その他の意味
俗に「兔儿爷」は「女性に囲われた美少年」を指す。